# Lucien Coffin
Lucien Coffin est un homme politique, né le 29 décembre 1900 à Saint-Amand-Montrond (Cher) et mort le 12 septembre 1964 au même lieu.

## Biographie
Issu d'une famille ouvrière, il passe par l'école normale de Bourges et exerce à partir de 1920 comme instituteur. Militant syndical, il est secrétaire à la propagande du syndicat unitaire de l'enseignement du Cher (CGTU), proche de la « majorité fédérale », d'inspiration syndicaliste-révolutionnaire, et participe à la reconstitution de la bourse du travail de Dun, dont il devient le secrétaire en 1926.
Marié à Germaine Cassonnet, une institutrice rencontrée à l'école normale, il est le père d'une fille, Josette Coffin, née en 1930. Sa petite-fille, Christine Féret-Fleury, née en 1960, est une éditrice et autrice française.
C'est sur la question laïque qu'il va se rapprocher de la SFIO, à laquelle il adhère en 1931. Il défend alors la fusion de son syndicat départemental avec la section du syndicat national des instituteurs (CGT) mais, échouant à obtenir un avis favorable du congrès, en 1932, quitte la CGTU.
Il se consacre alors, sous la houlette de Robert Lazurick, à la remise en marche de la fédération socialiste après la scission « néo ». De 1936 à 1939, il est secrétaire de la fédération SFIO du Cher.
Mobilisé en 1939, il est affecté sur la ligne Maginot et fait prisonnier en juin 1940. Il passe toute la guerre dans un Oflag, où il constitue une section socialiste clandestine. Libéré en avril 1945, il rentre dans le Cher et retrouve son poste de secrétaire de la fédération SFIO.
Candidat malheureux aux cantonales en septembre, il prend la tête de la liste socialiste pour l'élection de la première constituante, et est élu député avec 21,4 % des voix, réélu en juin (19 %), puis en novembre (16 %), 1946.
Les témoignages de l'époque le présentent comme un personnage assez froid, ayant des difficultés de contact avec les électeurs ruraux, orateur assez médiocre, et respecté pour ses qualités intellectuelles sans attirer la sympathie, y compris parmi les responsables socialistes du département.
Se retrouvant dans la majorité molletiste du parti il est membre du comité directeur de la SFIO de 1949 à juillet 1953, où il est, de 1952 à 1953 chargé de la liaison entre la direction du parti et le groupe socialiste, puis de nouveau de 1956 à 1958.
De 1950 à 1951, il est secrétaire d’État à la France d’Outre-Mer, réélu député lors des élections législatives de 1951, profitant, malgré un score assez faible (12,1 %), de l'apparentement de sa liste avec celles des autres formations de la « troisième force ».
Opposé à la CED, il vote contre les consignes du parti à ce sujet, puis est exclu en février 1955 pour avoir voté contre les accords de Londres et Paris. Il est cependant réintégré, avec d'autres « dissidents », en juin.
Cette même année, il est rapporteur du projet de loi sur l'organisation municipale des territoires d'outre-mer.
En 1956, il ne se représente pas aux législatives, avançant des problèmes de santé. Il accumule cependant les désaccords avec la direction du parti, notamment sur la question algérienne, ainsi que sur le retour de Charles de Gaulle au pouvoir. Hésitant, il finit néanmoins par rompre avec la SFIO et rejoindre le PSA en janvier 1959, qui se transforme l'année suivante en PSU.
Sa santé déclinante ne lui permet cependant pas une activité politique très intense. Il meurt en 1964 à seulement soixante-trois ans.

## Fonctions
- Secrétaire d'État à la France d'Outre-mer du gouvernement René Pleven (1) (du 12 juillet 1950 au 28 février 1951)
- Secrétaire d'État à la France d'Outre-mer du gouvernement Henri Queuille (3) (du 10 mars 1951 au 10 juillet 1951)
- Député SFIO du Cher (1945-1955)*